# 西溪遗址
西溪遗址位于中国江苏省宜兴市芳庄镇溪东行政村西村自然村，是一处新石器时代遗址，2002年列入江苏省文物保护单位，2013年被列为第七批全国重点文物保护单位。
西溪遗址地处太湖西部，2002年4月、2003年5～7月、2003年9月～2004年1月先后进行了三次发掘，共发现马家浜文化灰坑109个、灰沟3条、婴幼儿墓葬4座、祭祀遗迹1处、房址16座以及大面积多层次的建筑遗存柱洞群，文化层中发现了大面积堆积深厚的蚬蚌螺蛳类遗存，还清理了良渚文化时期墓葬1座、灰坑2个，商周时期灰坑2个，唐宋时期墓葬3座。西溪遗址的文化遗存可分为早、晚两个时期，早期阶段属马家浜文化早期，绝对年代约为距今七千年至六千四五百年，晚期阶段相当于马家浜文化晚期，并表现出向泽文化的过渡性， 绝对年代为距今六千四五百年至五千九百年前后。出土物以陶器为主，骨角器次之，石器较少。